# Julian Trevelyan (pianiste)
Pour les articles homonymes, voir Trevelyan et Julian Trevelyan.
Julian Trevelyan est un pianiste et chanteur classique britannique né le 29 octobre 1998 au Royaume-Uni.

## Chanteur
Sa carrière dans la musique a commencé dans le chant en tant que choriste pendant 6 ans à la cathédrale St Albans, puis dans le chœur d’enfants de l’English National Opera. Julian Trevelyan est maintenant chanteur ténor dans la chorale Abbey Singers pour des opéras.

## Carrière de pianiste
Julian Trevelyan est lauréat de divers grands concours internationaux.
En 2014, Julian Trevelyan est finaliste du « BBC Young Musician » 2014.
En avril 2015, il remporte le grand prix pour l'intégralité du programme au « Concours Festival pour le Répertoire Pianistique Moderne » (C.F.R.P.M.) à Paris dont le prix de la meilleure interprétation d'une œuvre de Maurice Ravel. En mai, il décroche le deuxième prix et le Prix Moscari au Concours de piano de l'Île-de-France. Le 27 octobre, à l'âge de seize ans, au Concours International Long-Thibaud-Crespin, Julian Trevelyan obtient le deuxième Grand Prix-Marguerite Long - le premier prix n'ayant pas été décerné - ainsi que le Prix de SAS Albert II de Monaco (pour la meilleure interprétation du concerto). Julian Trevelyan est le plus jeune lauréat de l'histoire du Concours Long-Thibaud-Crespin de piano. Il remporte aussi le premier prix de la compétition internationale Young Pianist of the North, à Newcastle, au Royaume-Uni.
En 2016, il obtient le deuxième prix au Concours « Kissinger Klavierolymp », partie du Festival Kissinger Sommer,.
En 2017, il gagne le Luitpoldpreis (Prix Luitpold) du Festival Kissinger Sommer, ainsi que le deuxième prix et le prix d'audience du concours international Dudley International Piano Competition. 
En 2018, il remporte le deuxième prix du concours André Dumortier.
En 2021, Julian Trevelyan a remporté le deuxième prix, le prix du public et le prix Mozart du Concours Géza-Anda.
Son programme, incluant 5 heures de musique, comprend notamment le troisième concerto pour piano de Béla Bartók avec le Tonhalle Orchestra dirigé par Gergely Madaras.
Pour le prix Mozart, Julian a joué le concerto de Mozart en Mi bémol Majeur, KV. 271 avec le Musikkollegium Winterthur. Le prix Mozart incluait aussi une performance du premier concerto pour piano de Béla Bartók avec Michael sanderling et le Musikkollegium Winterthur en novembre 2022 au Stadthaus Winterthur.
En 2023, il remporte le deuxième Grand Prix au concours International Competition for Young Pianists in Memory of Vladimir Horowitz.

## Carrière de compositeur
Julian Trevelyan est membre du Aldeburgh Young Musiciens.
Il a aussi obtenu le diplôme supérieur de Composition de l'École Normale de musique de Paris en 2018, Michel Merlet étant son professeur.
Il écrit plusieurs pièces pour l'Ensemble Dynamique à Paris, qui sont représentées à plusieurs reprises.

## Carrière internationale
Julian Trevelyan est régulièrement invité à divers festivals d'Europe, et donne des récitals partout en Europe et aux États-Unis. 

## Discographie
Concertos Pour Piano Numéro 23 KV 488 Et Numéro 24 KV 491, Mozart, Orf Radio Symphonieorchester Wie, dirigé par Christian Zacharias, 2022.

## Référence
1. 1 2  « Biographie  Julian Trevelyan », sur Concours international Long.
2. ↑  BBC Four, BBC Young Musician, 2014, Julian Trevelyan, (anglais)
3. ↑  « Julian Trevelyan, 16 ans, lauréat du concours de piano Long Thibaud Crespin », sur francetvinfo.fr, 28 octobre 2015 (consulté le 28 octobre 2015)
4. ↑  (de) « Kissinger Sommer , Kissinger KlavierOlymp », sur Bad Kissingen (consulté le 10 octobre 2020).
5. ↑  Elisabeth Brauß gewinnt Kissinger KlavierOlymp, Musik heute, 10. Oktober 2016, (allemand)
6. ↑  Der Gewinner heißt Julian Trevelyan, Saale Zeitung, 16. Juli 2017, (allemand)
7. ↑  « Concours international de piano geza anda, zürich, 15ème édition - », sur conspirito.fr, 8 juin 2021 (consulté le 17 avril 2023).
8. ↑  (en) Site internet officiel du concours
9. ↑  BBC Young Musician, 2016